# Ritchiella uvarovi
Ritchiella uvarovi är en insektsart som först beskrevs av Sjöstedt 1924.  Ritchiella uvarovi ingår i släktet Ritchiella och familjen gräshoppor. Inga underarter finns listade i Catalogue of Life.